# Dolmen de Beaumer
Le dolmen de Beaumer est un dolmen situé à Carnac, dans le département français du Morbihan.

## Historique
Le dolmen est classé au titre des monuments historiques par arrêté du 11 septembre 1929.

## Description
Le dolmen est du type dolmen à couloir dont l'entrée devait se trouver à l'est. Il n'en demeure que quatre orthostates supportant une unique table de couverture qui comporte sur sa face externe des marques d'une tentative de débitage par des carriers ainsi que de nombreuses cupules,.